# Wilhelmine của Phổ
Wilhelmine của Phổ (3 tháng 7 năm 1709 – 14 tháng 10 năm 1758), là một Vương nữ Phổ và là nhà soạn nhạc. Wilhelmine là con gái lớn của Friedrich Wilhelm I của Phổ và Sophie Dorothea của Đại Anh cũng như là cháu ngoại của George I của Đại Anh. Năm 1731, Wilhelmine kết hôn với Friedrich III xứ Brandenburg-Bayreuth. Các tòa nhà kiểu baroque và công viên được xây dựng dưới thời của Wilhelmine đã tạo nên phần lớn diện mạo hiện tại của thị trấn Bayreuth thuộc Đức.

## Thiếu thời

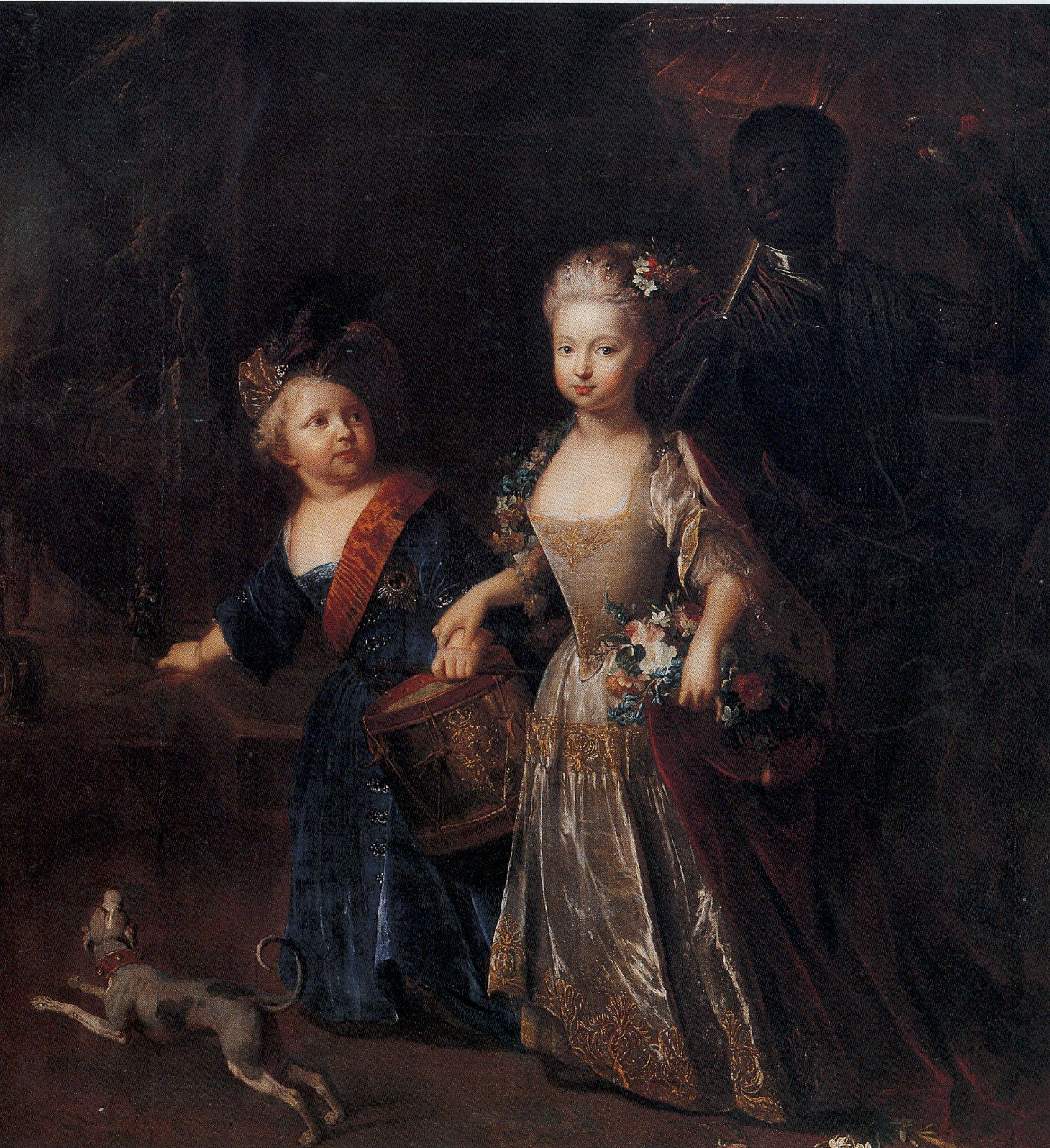
Wilhelmine cùng với em trai Friedrich khi còn nhỏ

Sinh ra ở Berlin, Wilhelmine chia sẻ tuổi thơ bất hạnh với Friedrich II của Phổ, em trai cũng như là người bạn và tri kỷ mà Wilhelmine gắn bó gần như cả đời. Vương nữ đã bị phó mẫu của mình đánh đập và lạm dụng dữ dội trong suốt thời thơ ấu. Vương nữ đã viết rằng: "Không một ngày nào trôi qua mà bà ta không chứng minh cho tôi thấy sức mạnh đáng sợ từ những nắm đấm của mình." Sự ngược đãi tiếp tục cho đến khi nữ phó mẫu của Vương tử cuối cùng nói với mẹ của hai chị em, người không biết gì về sự ngược đãi đối với con gái, rằng bà sẽ không ngạc nhiên nếu Wilhelmine bị đánh cho đến tàn phế. Sau đó, phó mẫu của Vương nữ nhanh chóng bị thay thế.
Là trưởng nữ, Wilhelmine sớm trở thành mục tiêu của các cuộc thảo luận về hôn nhân chính trị. Vương hậu Sophia Dorothea muốn con gái kết hôn với cháu trai gọi cô của mình là Frederick của Đại Anh, Thân vương xứ Wales, nhưng Anh lại không có ý định đưa ra lời đề nghị ngoại trừ những nhượng bộ đáng kể mà cha của Wilhelmine sẽ không chấp nhận. Những suy tính thất bại của Sophia Dorothea nhằm tác hợp con gái và Frederick đã đóng một vai trò quan trọng trong khoảng thời gian đầu đời của  Vương nữ. Mặt khác, Friedrich Wilhelm I lại mong muốn một mối hôn sự với phía Hoàng tộc Habsburg hơn.

## Hôn nhân
Sau nhiều cuộc thảo luận khác nhau nhưng không có kết quả, Wilhelmine cuối cùng kết hôn vào năm 1731 với người bà con thuộc Vương tộc Hohenzollern là Friedrich III xứ Brandenburg-Bayreuth. Friedrich III trước đó đã đính hôn với em gái của Wilhelmine là Sophie Dorothea, nhưng sau cùng Quốc vương Friedrich Wilhelm I đã quyết định chọn gả Wilhelmine cho Friedrich. Bản thân Friedrich III không được ý kiến về quyết định này.
Wilhelmine chỉ chấp thuận cuộc hôn nhân dưới sự đe dọa từ cha và nhằm mục đích cải thiện tình trạng thất sủng của em trai. Ban đầu, đó là một cuộc hôn nhân hạnh phúc, nhưng sau cùng bị che mờ trước tiên bởi nguồn tài chính hạn chế và sau đó là mối tình của Phiên hầu tước tương lai với Wilhelmine Dorothee von der Marwitz, sau là tình nhân chính thức tại triều đình Bayreuth và bị em trai Friedrich của Wilhelmine cực kỳ bất mãn và gây ra sự xa cách giữa Friedrich và Wilhelmine trong khoảng ba năm.

## Phiên Hầu tước phu nhân xứ Brandenburg-Bayreuth

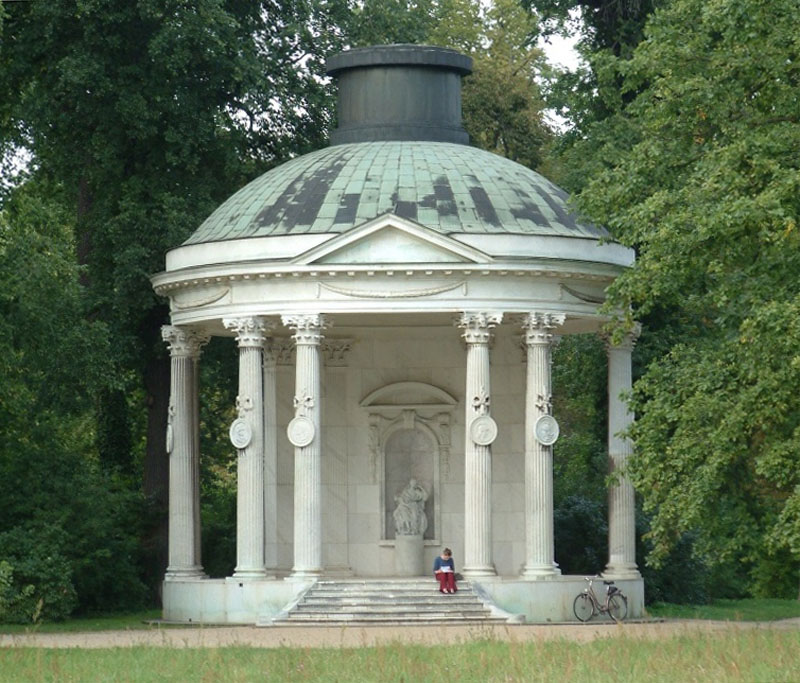
Đền Hữu Nghị, được xây dựng để tưởng nhớ Wilhelmine.

## Tác phẩm

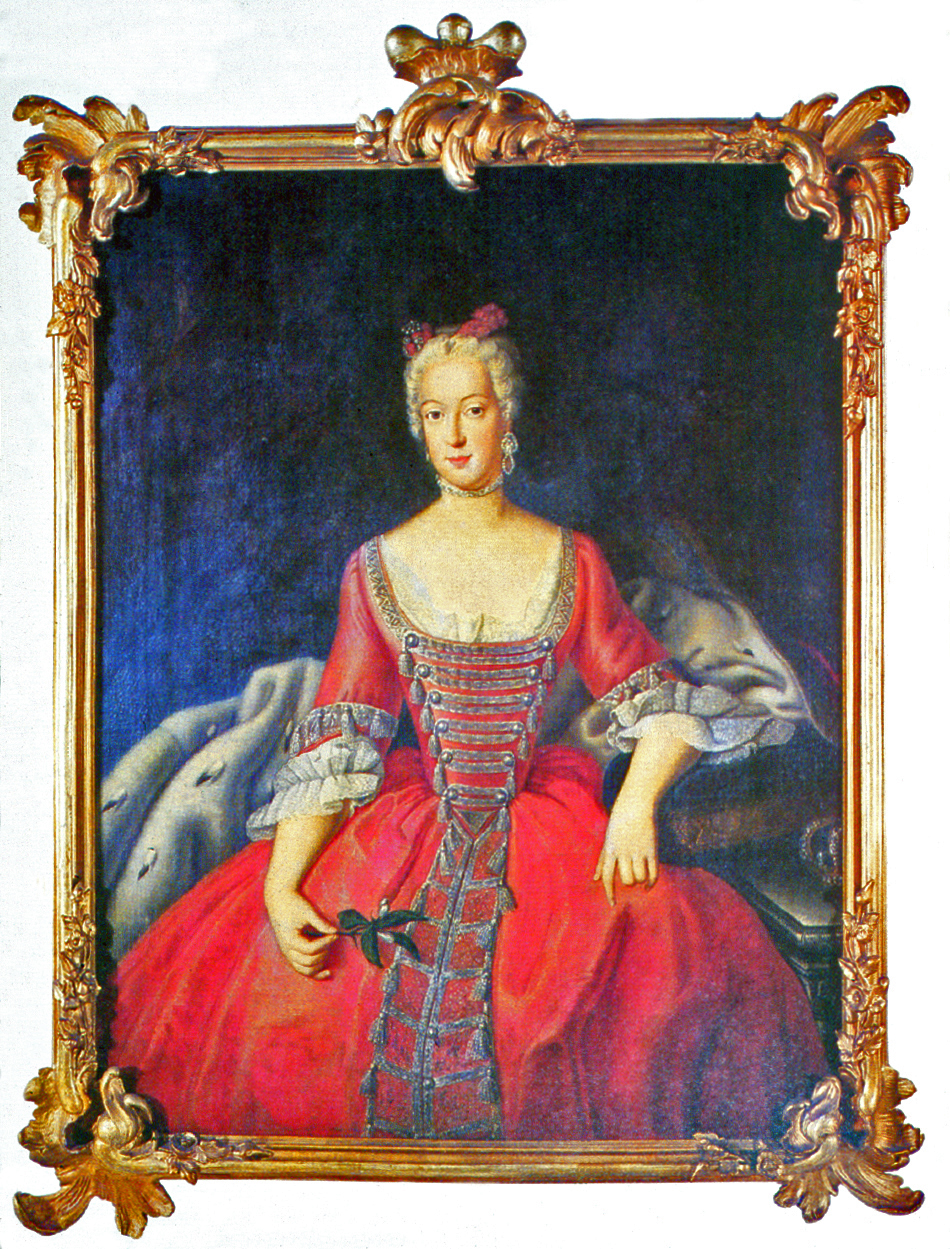
Phiên Hầu tước phu nhân xứ Bayreuth.

## Hậu duệ
Đứa con duy nhất của Wilhelmine là Elisabeth Friederike Sophie của Brandenburg-Bayreuth, sinh ngày 30 tháng 8 năm 1732. Elisabeth được Casanova mô tả là quý công nương xinh đẹp nhất nước Đức. Năm 1748, Elisabeth Friederike Sophie đã kết hôn với Karl Eugen xứ Württemberg. Elisabeth qua đời vào ngày 6 tháng 4 năm 1780 mà không có người con nào sống sót.

## Hồi ký
Một bản dịch tiếng Anh từ hồi ký tiếng Pháp của Wilhelmine đã được xuất bản thành ấn bản gồm hai tập vào năm 1828 bởi Hunt và Clarke, York St., Covent Garden.
Scribner và Welford đã xuất bản bản dịch hồi ký của Wilhelmine từ tiếng Đức sang tiếng Anh của Helena của Liên hiệp Anh vào năm 1887.

## Trong tiểu thuyết
- Vương nữ Wilhelmine của Phổ là nhân vật chính của tiểu thuyết lịch sử năm 1909 A Gentle Knight of Old Brandenburg của Charles Major .